# Camogli
Camogli là một đô thị nằm ở tỉnh Genova bên Italian Riviera. Camogli có dân số 5.692 người.